# Филипович, Огнен
О́гнен Фили́пович (серб. Огњен Филиповић; 17 октября 1973, Сремска-Митровица) — сербский гребец-байдарочник, в разное время выступал за сборные Югославии, Сербии и Черногории, Сербии. Участник двух летних Олимпийских игр, двукратный чемпион мира, чемпион Европы, бронзовый призёр Средиземноморских игр, победитель многих регат республиканского и международного значения.

## Биография
Огнен Филипович родился 17 октября 1973 года в городе Сремска-Митровица. Активно заниматься греблей начал в раннем детстве, проходил подготовку в местном спортивном клубе «Вал».
Первого серьёзного успеха на взрослом международном уровне добился в 1998 году, когда попал в основной состав югославской национальной сборной и побывал на чемпионате мира в венгерском Сегеде, откуда привёз награду бронзового достоинства, выигранную в зачёте одиночных байдарок на дистанции 200 метров. Год спустя выступил на европейском первенстве в Загребе, где в одиночках на двухстах метрах стал серебряным призёром. Благодаря череде удачных выступлений удостоился права защищать честь страны на летних Олимпийских играх 2000 года в Сиднее — в одиночках на дистанции 500 метров дошёл до стадии полуфиналов, где финишировал седьмым.
Из-за происходивших в Югославии военных конфликтов спортивная карьера Филиповича приостановилась, и в этот период он не показал сколько-нибудь значимых результатов. После окончательного распада страны вплоть до 2005 года выступал за сборную Сербии и Черногории. В частности, прошёл квалификацию на Олимпийские игры в Афинах — вместе с напарником Драганом Зоричем стартовал в двойках на пятистах и тысяче метрах, но в обоих случаях остановился в полуфиналах, показав в этих заездах четвёртое и восьмое время соответственно. На чемпионате Европы в польской Познани получил бронзу в двухсотметровой гонке байдарок-двоек, тогда как на чемпионате мира в Загребе одержал в той же дисциплине победу, обогнав всех своих соперников. Кроме того, в двойках на пятистах метрах удостоился бронзовой медали на Средиземноморских играх в Альмерии.
Начиная с 2006 года Огнен Филипович представлял сборную Сербии, при этом он остался в основном составе команды и продолжил принимать участие в крупнейших международных регатах. Так, на чемпионате мира в Сегеде на двухстах метрах взял бронзу в двойках и золото в четвёрках. В следующем сезоне на европейском первенстве в испанской Понтеведре выиграл бронзовую медаль в двухсотметровой гонке двоек и золотую медаль в двухсотметровой гонке четвёрок, в то время как на мировом первенстве в немецком Дуйсбурге добыл в тех же дисциплинах бронзу и серебро соответственно. Последний раз добился значительного успеха на международном уровне в 2008 году, когда в четвёрках на двухстах метрах стал серебряным призёром чемпионата Европы в Милане. Вскоре по окончании этих соревнований принял решение завершить карьеру профессионального спортсмена, уступив место в сборной молодым сербским гребцам.